# Soulac-sur-Mer

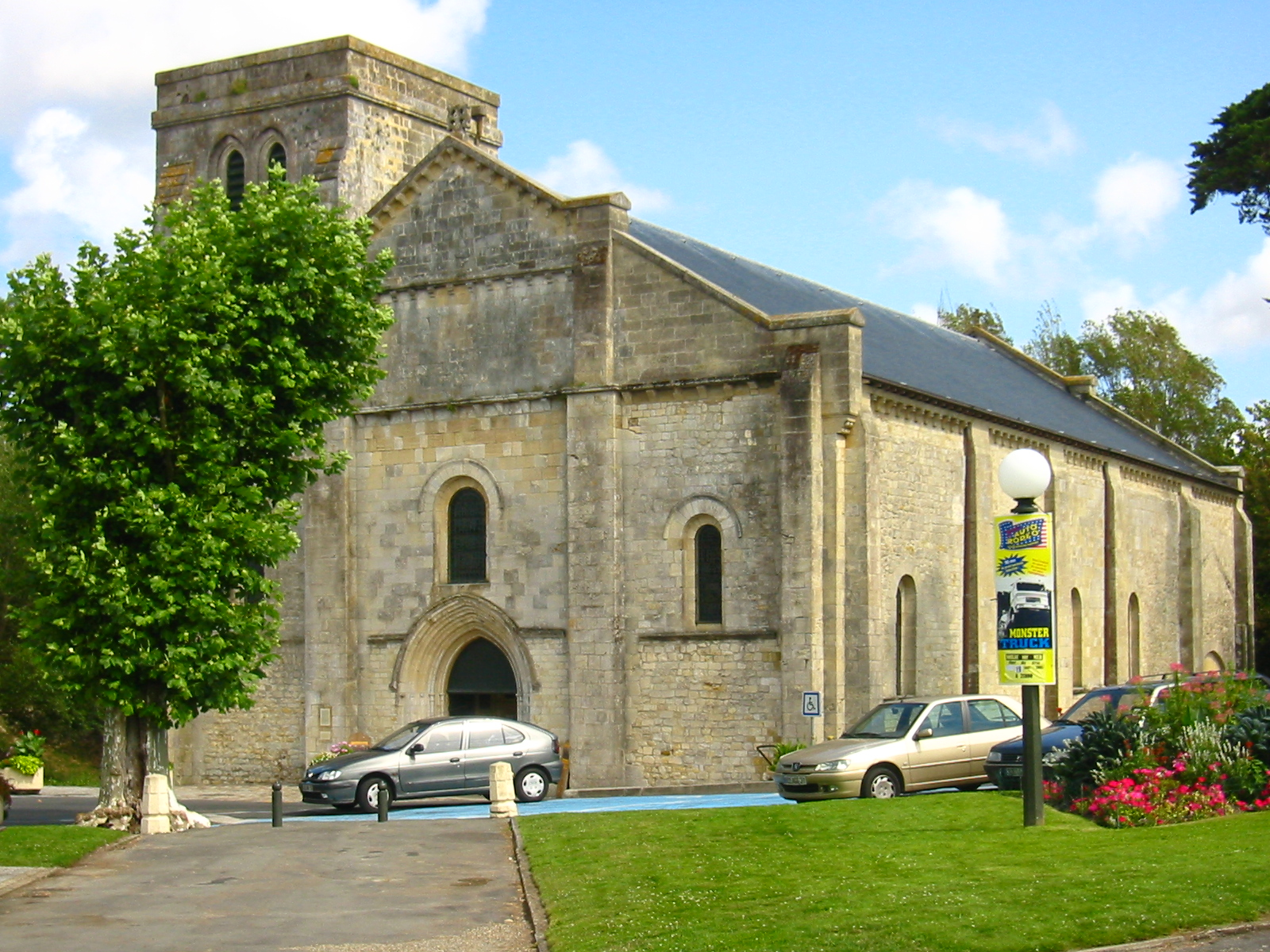

Soulac-sur-Mer är en kommun i departementet Gironde i regionen Nouvelle-Aquitaine i sydvästra Frankrike. Kommunen ligger i kantonen Saint-Vivien-de-Médoc som tillhör arrondissementet Lesparre-Médoc. År 2022 hade Soulac-sur-Mer 3 011 invånare.

## Befolkningsutveckling
Antalet invånare i kommunen Soulac-sur-Mer
Referens:INSEE